# أدولف غروبر
أدولف غروبر (بالألمانية: Adolf Gruber)‏ هو منافس ألعاب قوى نمساوي، ولد في 15 مايو 1920 في فيينا في النمسا، وتوفي في 7 يناير 1994.

## وصلات خارجية
- أدولف غروبر على موقع أوليمبيديا (الإنجليزية)